# Kemokiner
Kemokiner är en typ av cytokiner, vilka har till uppgift att vid en infektion locka till sig och aktivera leukocyter. Detta gör de genom att skapa en kemisk gradient som guidar leukocyterna mot inflammationshärden, en process kallad kemotaxis. I gruppen kemokiner ingår mer än 40 sinsemellan strukturellt liknande proteiner, och kan delas in i fyra undergrupper baserat på placeringen av kemokinets N-terminala cystein (C, CC, CXC, CXXXC).